# Gbadjanga
Gbadjanga est un village du Cameroun situé dans la commune de Kentzou (département de la Kadey, région de l'Est).

## Population
Selon le recensement réalisé en 2005, le village comptait 42 habitants, dont 30 femmes et 12 hommes.